# The Legend of Zelda: Oracle of Ages
The Legend of Zelda: Oracle of Ages, inna nazwa Zelda no Densetsu: Fushigi no Ki no Mi - Jikuu no Shou – komputerowa gra przygodowa z serii The Legend of Zelda, wydana przez Nintendo 14 maja 2001 na konsolę Game Boy Color.

## Opis fabuły
Zadaniem Linka jest uwolnić świat przed złym czarnoksiężnikiem o imieniu Veran, który uprowadził Nayru, tytułową wyrocznię czasu, by za jej pomocą kontrolować przepływ czasu. Na świecie zaczyna panować chaos, gdyż dzień trwa w nieskończoność. Link musi wybrać się w poszukiwanie ośmiu esencji czasowych, by przy ich pomocy dostać się na sam szczyt Czarnej Wieży, pokonać Verana, by tym samym przywrócić porządek na świecie. Za pomocą cudownej harfy, bohater przenosi się to w przeszłość, to w teraźniejszość, by sprostać zadaniu. W czasie trwania przygody Link zdobywa coraz więcej umiejętności i doświadczenia, magicznych pierścieni o różnych właściwościach, oraz napotyka przyjaciół (latającego niedźwiedzia - Moosha, pływającego dinozaura - Dimitiriego oraz skaczącego kangura - Rickiego), którzy pomagają mu przezwyciężyć trudności wyprawy.